# Japanska innanhavet

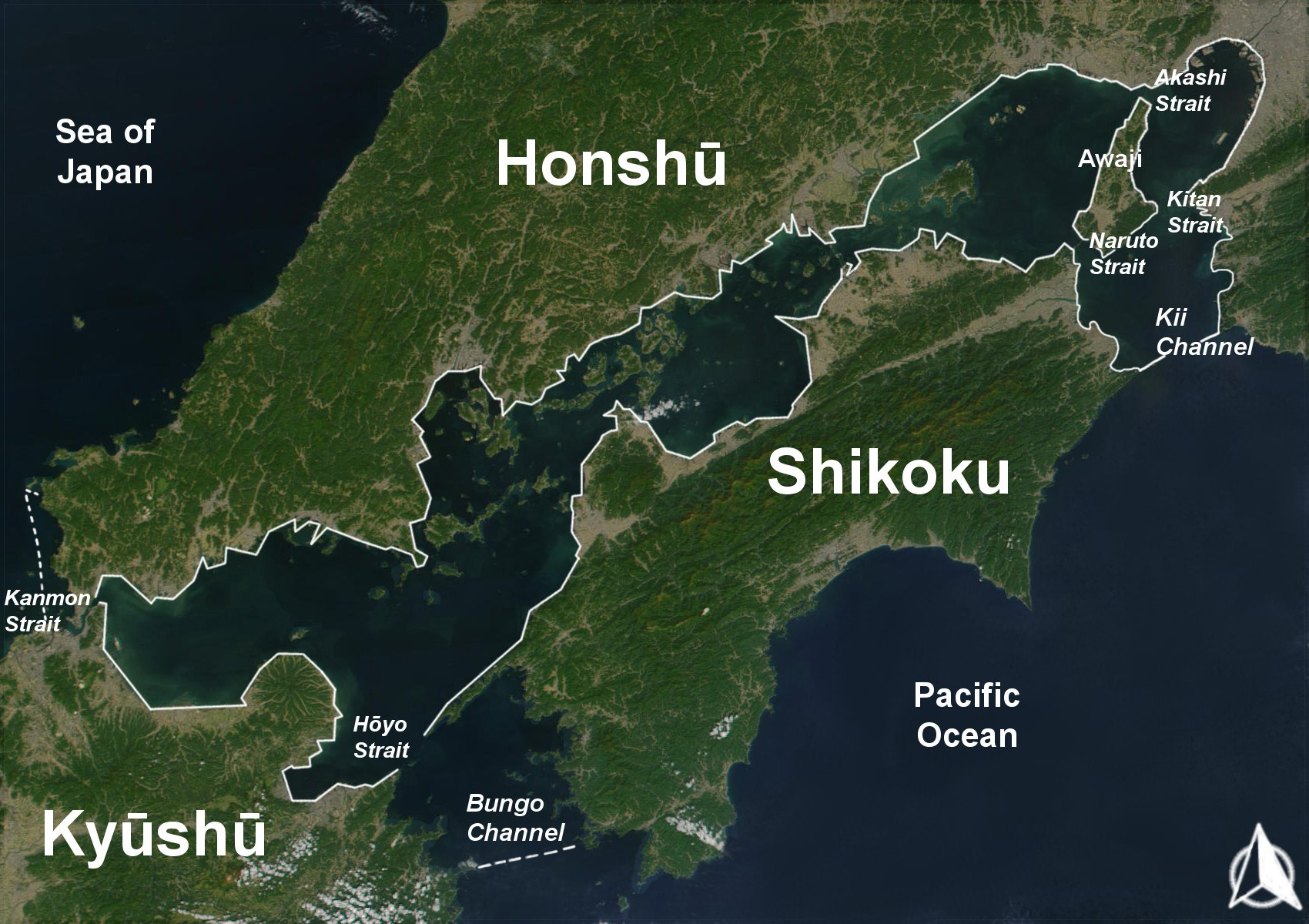
Japanska innanhavet och dess större sund.

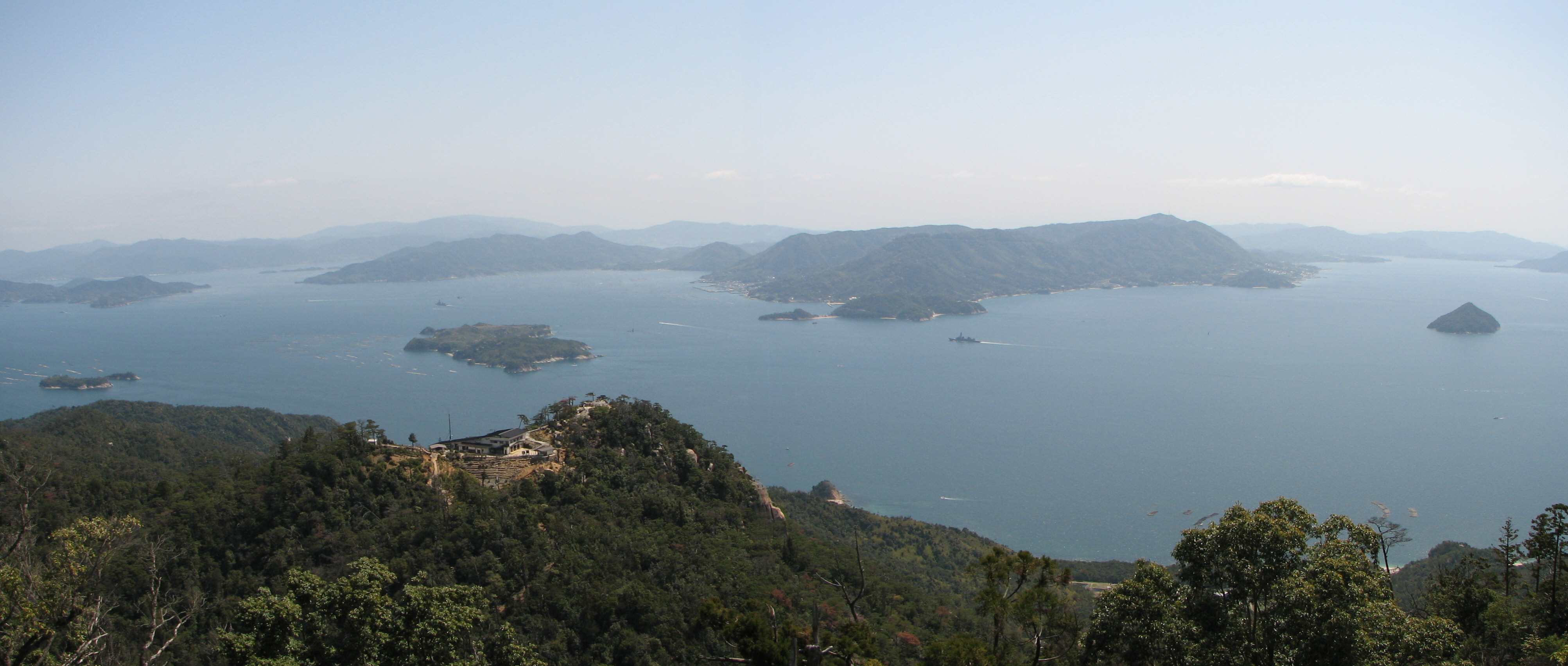
Vy över Japanska innanhavet från Miyajima-ön.

Seto naikai (japanska: 瀬戸内海?) eller Japanska innanhavet (Japanska randhavet, Seto-randhavet) är vattenytan som skiljer de japanska öarna Honshu, Shikoku och Kyushu åt. Det används som en internationell farled och förbinder Stilla havet med Japanska havet. Det binder samman befolkningscentra kring Osaka med stadsområdena längre västerut. Innan huvudjärnvägen genom Japan byggdes var Japanska innanhavet den huvudsakliga transportleden mellan Kansai och Kyushu.

## Prefekturer
Följande japanska prefekturer har kust mot Japanska innanhavet:
- Yamaguchi prefektur
- Hiroshima prefektur
- Okayama prefektur
- Hyōgo prefektur
- Osaka prefektur
- Kagawa prefektur
- Ehime prefektur
- Fukuoka prefektur
- Ōita prefektur

Området i och runt Seto naikai är känt för sitt milda klimat, med en stabil temperatur året runt och relativt låga regnmängder. Området kallas ofta "vackertväderslandet" (japanska: 晴れの国, hare no kuni?). 
Sedan 1980-talet har dess norra (Honshu) och södra (Shikoku) kuster kopplats samman genom tre olika väg- och järnvägsbyggen. Akashi Kaikyo-bron i öster byggdes med världens längsta brospann, och de två brokomplexen längre västerut innehåller hängbroar och andra brotyper av varierande längd.

## Geografi
Seto naikai är 450 km från öster till väster. Bredden från norr till söder varierar från 15 till 55 km. Vattendjupet är på de flesta ställena inte särskilt stort, och medeldjupet är 37,3 meter. Det största uppmätta djupet är 105 meter
Japanska innanhavet rymmer omkring 3 000 öar. Bland de större öarna finns Awaji och Shōdoön. Många av de mindre öarna är obefolkade.